# Kapaz PFK
Maillots
Le Kapaz Paşakar Futbol Klubu (en azéri : Kapaz Peşəkar Futbol Klubu), plus couramment abrégé en Kapaz PFC, est un club azerbaïdjanais de football fondé en 1959 et basé dans la ville de Gandja.

## Historique
- 1959 : fondation du club sous le nom de FK Kapaz Gandja
- 1995 : 1re participation à une Coupe d'Europe, la Coupe UEFA 1995-1996
- 2005 : le club prend le nom de FK Gandja
- 2011 : changement du nom du club, rebaptisé Kapaz PFC

## Palmarès
| Compétitions nationales |
| --- |
| - Championnat d'Azerbaïdjan (3) : - Champion : 1994-95, 1997-98 et 1998-99. - Vice-champion : 1999-00. - Coupe d'Azerbaïdjan (4) : - Vainqueur : 1993-94, 1996-97, 1997-98 et 1999-00. |

## Entraîneurs du club
La liste suivante présente les différents entraîneurs connus du club,.
- S. Mamedov (1963)
- Vladimir Chouvalov (1965-1967)
- Viktor Chistokhvalov (ru) (1968)
- Gamlet Zeïnalov (1969)
- Aleksandr Timakov (1970)
- Gamlet Zeïnalov (1972)
- Vagif Abbasov (1974)
- Muzafar Kasumov (1977)
- Vladimir Chouvalov (1978-juin 1979)
- Muzafar Kasumov (1984)
- Muzafar Kasumov (mai 1989-décembre 1989)
- Zahid Huseynov (janvier 1990-juin 1990)
- Ahmad Alaskarov (en) (juillet 1990-décembre 1990)
- Nizami Salakhov (1991)
- Mübariz Zeynalov (az) (1993)
- Mehman Alahverdiyev (1994-août 1998)
- Ruslan Abdullayev (az) (1998-1999)
- Shahin Diniyev (août 2004-décembre 2005)
- Fuad Ismayilov (juillet 2009-mars 2011)
- Mirbağır İsayev (en) (2011)
- Fuad Ismayilov (janvier 2012-août 2012)
- Mahmud Gurbanov (août 2012-2013)
- Shahin Diniyev (juillet 2015-novembre 2017)
- Yunis Huseynov (novembre 2017-juin 2018)
- Mahmud Gurbanov (juillet 2018-juin 2019)
- Yashar Vahabzade (en) (juillet 2019-2022)
- Tarlan Ahmadov (2022-2023)
- Adil Shukurov (en) (novembre 2023-2024 août)
- Azər Bağırov (az) (2024 août-)

## Identité visuelle

Ancien logo
Logo actuel